# Atlanta (serie de televisión)
Atlanta es una serie de televisión estadounidense de FX, estrenada en 2016, del género comedia dramática, creada y protagonizada por Donald Glover. La serie trata sobre dos primos que navegan en la escena del rap en la ciudad de Atlanta y sus esfuerzos por mejorar sus vidas y las vidas de sus familias.
La serie ha tenido una gran aceptación, tanto del público como de los críticos, ganando dos Premios Globo de Oro en la categoría Mejor serie de televisión - Comedia o musical y Mejor actor de serie de televisión para Glover. Además, recibió cuatro nominaciones a los Primetime Emmy de 2017 en las categorías Mejor serie de comedia, mejor actor de comedia, mejor guion y mejor dirección en serie de comedia.
FX anunció la renovación de la serie para una segunda temporada, la cual se estrenó el 1 de marzo de 2018, bajo el título de Atlanta: Robbin' Season. La serie fue renovada para una tercera y cuarta temporada. La tercera temporada se estrenó el 24 de marzo de 2022, mientras que la cuarta y última temporada se estrenó el 15 de septiembre de 2022 y finalizó el 10 de noviembre de 2022.

## Sinopsis
La serie sigue a Earn (Donald Glover), un joven de la ciudad de Atlanta inteligente pero con poca iniciativa que abandonó la universidad y que trata de redimirse ante los ojos de su exnovia (la madre de su hija), sus padres, y su primo, quien rapea bajo el nombre artístico de "Paper Boi". Después de haber abandonado la Universidad de Princeton, Earn no tiene dinero ni hogar, por lo que alterna entre quedarse con sus padres y su novia. Una vez que se da cuenta de que su primo está a punto de convertirse en estrella, lo busca desesperadamente para volver a conectar, con el fin de mejorar su vida y la vida de su hija, Lottie.

## Personajes

### Principales
- Donald Glover es Earnest "Earn" Marks, un joven que abandonó la Universidad de Princeton y que intenta convertirse en el representante de su primo rapero, "Paper Boi", cuando se entera de que su carrera está despegando, para mejorar su vida y la de su hija Lottie.
- Brian Tyree Henry es Alfred "Paper Boi" Miles, un rapero en pleno ascenso, tratando de comprender la línea entre la vida real y la vida en la calle. Es primo de Earn.
- Lakeith Stanfield es Darius Epps, mejor amigo y mano derecha de Alfred.
- Zazie Beetz es Vanessa "Van" Keefer, una exmaestra de ciencias. Ella es la exnovia de Earn y madre de su hija Lottie.

### Recurrentes
- Harold House Moore es Swiff.
- Griffin Freeman es Dave.
- Emmett Hunter es Ahmad White.
- Cranston Johnson es Deshawn.
- Myra Lucretia Taylor es la Sra. Marks
- Isiah Whitlock Jr. es Raleigh Marks.

## Episodios
| Temporada | Temporada | Episodios | Episodios | Emisión original         | Emisión original        |
| Temporada | Temporada | Episodios | Episodios | Primera emisión          | Última emisión          |
| --------- | --------- | --------- | --------- | ------------------------ | ----------------------- |
|           | 1         | 10        | 10        | 6 de septiembre de 2016  | 1 de noviembre de 2016  |
|           | 2         | 11        | 11        | 1 de marzo de 2018       | 10 de mayo de 2018      |
|           | 3         | 10        | 10        | 24 de marzo de 2022      | 19 de mayo de 2022      |
|           | 4         | 10        | 10        | 15 de septiembre de 2022 | 10 de noviembre de 2022 |

## Premios y nominaciones
| Año  | Premio               | Categoría                                    | Nominado                           | Resultado |
| ---- | -------------------- | -------------------------------------------- | ---------------------------------- | --------- |
| 2016 | Premios Globo de Oro | Mejor Serie de Comedia o Musical             | Atlanta                            | Ganador   |
| 2016 | Premios Globo de Oro | Mejor Actor en Serie de Comedia o Musical    | Donald Glover                      | Ganador   |
| 2017 | Premios Emmys        | Mejor Serie de Comedia                       | Atlanta                            | Nominada  |
| 2017 | Premios Emmys        | Mejor Actor en Serie de Comedia              | Donald Glover                      | Ganador   |
| 2017 | Premios Emmys        | Mejor Dirección en Serie de Comedia          | Donald Glover (Episodio: "B.A.N.") | Ganador   |
| 2017 | Premios Emmys        | Mejor Guion en Serie de Comedia              | Donald Glover (Episodio: "B.A.N.") | Ganador   |
| 2017 | Premios Emmys        | Stephen Glover (Episodio: "Streets on Lock") | Nominado                           |           |